# Museum der vergessenen Geheimnisse
Museum der vergessenen Geheimnisse (ukrainisch: Музей покинутих секретів) ist ein Roman der ukrainischen Autorin Oksana Sabuschko aus dem Jahr 2009.

## Inhalt
Der Roman beschreibt über mehrere Jahrzehnte die ukrainische Zeitgeschichte als Geschichte einer mehrere Generationen umfassenden Story aus Sicht von Frauen, die sich bis 2003 erstreckt. Im Mittelpunkt steht die Journalistin und Fernsehmoderatorin Daryna Hoschtschynska, die das Schicksal einer ukrainischen Partisanin erforscht, die von ihrem Liebhaber an die sowjetischen Behörden verraten wird. Hoschtschynska verliebt sich bei den Nachforschungen in deren Großneffen. Im Zuge der Recherche erfährt der Leser etwas über den Holodomor, die Hungersnot in der Sowjetunion in den 1930er Jahren in der Ukrainischen Sozialistischen Sowjetrepublik, die Geschichte und das Ende der UPA verbunden mit Kämpfen gegen die Sowjetherrschaft und gegen Polen von 1943 bis 1947. Der Bogen spannt sich bis in die Gegenwart zum Start der ukrainischen Nationalbewegung und Erklärung der Unabhängigkeit in der spät- und postkommunistischen Ukraine. Einen weiteren Handlungsstrang bildet der Tod ihrer besten Freundin, einer Malerin, die mit einem Parlamentsabgeordneten verheiratet war.

## Ausgaben (Auswahl)
Museum der vergessenen Geheimnisse (Музей Покинутих Секретів). Kiew 2009.
- Museum der vergessenen Geheimnisse, aus dem Ukrainischen übersetzt von Alexander Kratochvil, Literaturverlag Droschl, Graz 2010 ISBN 978-3-85420-772-6[1]
- Museum der vergessenen Geheimnisse, Fischer Taschenbuch Verlag, Frankfurt/Main 2014, ISBN 978-3-596-18932-8,[2]
- Muzeum porzuconych sekretów, übersetzt von Katarzyna Kotyńska. W.A.B., Warschau 2010.
- The museum of abandoned secrets, übersetzt von Nina Shevchuk-Murray. Las Vegas 2012.

## Auszeichnungen (Auswahl)
- 2010: „Knyha-roku“ von der Zeitschrift „Korrespondent“[3]
- 2013: Mitteleuropäischer Literaturpreis Angelus

## Rezeption
Sabine Berking schreibt in der Frankfurter Allgemeine Zeitung, dass die Geschichte dreier ukrainischer Frauen in der unmittelbaren Nachkriegszeit und der Gegenwart durch den Roman postmodern verbrämt wird. Sie empfindet den Roman als Lehrstück für neue Geschichtsmythen der osteuropäischen Transformationsgesellschaften. Stefanie Flamm sieht den Roman in der Zeit vielstimmige Geschichte und komplexer Liebesroman. Sie ist beeindruckt von der Wucht und Komplexität dieses sprachgewaltigen Romans. Ilma Rakusa ist mitgerissen und begeistert von dem epischen Roman, der gesellschaftliche und politische Missstände in der spät- und postkommunistischen Ukraine mit schwer zu überbietender Schärfe offenlegt. Der Roman würde als Gedächtnisarchäologie Großes leisten und als Liebesroman berühren.